# SSE 180
É o principal índice da Bolsa de Valores de Shangai.
Seu objetivo é selecionar 180 papéis que bem representem a atividade do mercado de Shangai, através de método específico e objetivo para estabelecer um padrão de comportamento visível de tendência, a exemplo de outras Bolsas de Valores mundiais.